# Beloniscidae
Famille
Les Beloniscidae sont une famille d'opilions laniatores. On connaît près d'une quarantaine d'espèces dans neuf genres.

## Distribution
Les espèces de cette famille se rencontrent en Asie du Sud-Est.

## Liste des genres
Selon World Catalogue of Opiliones (04/04/2023) :
- Beloniscinae Kury, Pérez-González & Proud, 2019
  - Beloniscellus Roewer, 1931
  - Beloniscops Roewer, 1949
  - Belonisculus Roewer, 1923
  - Beloniscus Thorell, 1891
  - Kendengus Roewer, 1949
- Buparinae Kury, Pérez-González & Proud, 2019
  - Buparellus Roewer, 1949
  - Bupares Thorell, 1889
  - Buparomma Roewer, 1949
- sous-famille indéterminée
  - † Palaeobeloniscus Bartel, Dunlop, Sharma, Selden, Ren & Shih, 2021

## Systématique et taxinomie
Cette famille a été décrite par Kury, Pérez-González et Proud en 2019.

## Publication originale
- Kury, Pérez-González & Proud, 2019 : « A new Indo-Malayan family of Grassatores (Arachnida, Opiliones, Laniatores). » Invertebrate Systematics, vol. 33, no 6, p. 892–906.